# Gyirmót FC Győr
A Gyirmót FC Győr magyar labdarúgócsapat, jelenleg a magyar másodosztályban játszik. Az ETO mellett a második legeredményesebb csapat Győrben. Székhelye Gyirmót városrészben található.

## Története
A 2008–09-es szezonban már végeztek feljutást érő helyen, ám ekkor nem kapták meg az első osztályban való induláshoz szükséges licencet.
Története legnagyobb sikere, hogy a 2015–16-os szezonban három fordulóval a másodosztályú bajnokság vége előtt bebiztosította bajnoki címét, így a következő szezonban először szerepelt a magyar élvonalban. Egy szezon után a tabella legalján végzett, így visszaesett a másodosztályba.
2015. július 11-én 2–1-re legyőzték az AS Roma csapatát egy felkészülési mérkőzésen.
A 2018–2019-es idényben végig harcban voltak az élvonalbeli feljutásért, ám végül bronzérmesként zártak, így nem sikerült a feljebb lépés.
A 2020–2021-es szezonban a Debreceni VSC mögött ezüstérmet szereztek a másodosztályú bajnokságban, megelőzve a feljutásra esélyesnek tartott Vasast. A Gyirmót ezzel ismét az élvonalbeli bajnokságba jutott.

## Eredmények
- NB II
  - Győztes (2 alkalommal): 2008–09, 2015–16
  - Ezüstérmes (3 alkalommal): 2009–10, 2010–11, 2020–21
  - Bronzérmes (5 alkalommal): 2011–12, 2012–13, 2013–14, 2014–15, 2018–19

- NB III
  - Győztes (2 alkalommal): 2002–03, 2003–2004

- Megyei I. osztály
  - Győztes (2 alkalommal): 2000–01, 2001–02

- Szabadföld Kupa
  - Győztes (1 alkalommal): 2001

## Híres játékosok
| - Uladziszlav Klimovics - Marek Střeštík - Balog Zoltán - Balogh Béla - Bognár Zsolt - Bori Gábor - Cseri Tamás - Csizmadia Csaba | - Ferenczi István - Filkor Attila - Fitos László - Korsós Attila - Lázár Patrik - Molnár Balázs - Nagy Patrik - Regedei Csaba | - Simon Ádám - Simon András - Tamás Krisztián - Varga Barnabás - Vass Ádám - Florent Hasani - Olekszij Antonov |

## Játékoskeret
Utolsó módosítás: 2024. február 27.
A vastaggal jelzett játékosok felnőtt válogatottsággal rendelkeznek.
A dőlttel jelzett játékosok kölcsönben szerepelnek a klubnál.
*A második csapatban is pályára lépő játékos.
| Mezszám                | Név               | Állampolgárság | Születési hely  | Születési idő (kor)            | Korábbi csapat             | Érték (€) | Szerződés lejárta |
| Kapusok                | Kapusok           | Kapusok        | Kapusok         | Kapusok                        | Kapusok                    | Kapusok   | Kapusok           |
| ---------------------- | ----------------- | -------------- | --------------- | ------------------------------ | -------------------------- | --------- | ----------------- |
| 12                     | Rusák Edvárd      | HUN            | Zenta           | 1994. április 6. (31 éves)     | Kaposvári Rákóczi FC       | 125 000   | 2024.06.30.       |
| 24                     | Kecskés Barnabás* | HUN            | Győr            | 2003. június 26. (21 éves)     | Utánpótlásból került fel   | 25 000    | Nem publikus      |
| 51                     | Hársfalvi András  | HUN            | Zalaegerszeg    | 1996. november 12. (28 éves)   | Fehérvár FC                | 225 000   | 2025.06.30.       |
| Védők                  |                   |                |                 |                                |                            |           |                   |
| 5                      | Lányi Bence*      | HUN            | Győr            | 2005. július 3. (19 éves)      | Utánpótlásból került fel   | 50 000    | Nem publikus      |
| 10                     | Szegi Vince       | HUN            | Tapolca         | 1997. július 1. (27 éves)      | Utánpótlásból került fel   | 225 000   | 2027.06.30.       |
| 15                     | Major Martin*     | magyar         | Székesfehérvár  | 2001. április 29. (24 éves)    | Fehérvár FC                | 125 000   | 2024.06.30.       |
| 19                     | Jova Bálint       | magyar         | Budapest        | 2004. november 8. (20 éves)    | Iváncsa KSE                | 75 000    | 2025.06.30.       |
| 22                     | Helembai Márk     | HUN            | Budapest        | 2003. május 22. (22 éves)      | MTK Budapest FC II         | 100 000   | Nem publikus      |
| 33                     | Polgár Kristóf    | magyar         | Komárom         | 1996. november 28. (28 éves)   | Diósgyőri VTK              | 125 000   | 2024.06.30.       |
| 39                     | Hudák Dávid       | szlovák        | Pozsony         | 1993. március 21. (32 éves)    | Mezőkövesd Zsóry FC        | 125 000   | 2024.06.30.       |
| 67                     | Csörgő Viktor     | HUN            | Eger            | 2001. július 2. (23 éves)      | Budapest Honvéd FC         | 200 000   | Nem publikus      |
| 90                     | Lázár Patrik*     | HUN            | Győr            | 1990. augusztus 24. (34 éves)  | Utánpótlásból került fel   | 50 000    | Nem publikus      |
| Középpályások          |                   |                |                 |                                |                            |           |                   |
| 6                      | Szőke Gergő       | HUN            | Budapest        | 2003. december 26. (21 éves)   | MTK Budapest FC II         | 100 000   | 2024.06.30.       |
| 7                      | Soltész Dominik   | magyar         | Budapest        | 2000. november 29. (24 éves)   | Budapest Honvéd II-MFA     | 175 000   | 2025.06.30.       |
| 18                     | Hajdú Ádám        | HUN            | Dunaújváros     | 1993. január 16. (32 éves)     | Vasas FC                   | 175 000   | 2025.06.30.       |
| 20                     | Kovács Dominik    | magyar         | Mór             | 2002. augusztus 22. (22 éves)  | Budapest Honvéd FC         | 125 000   | 2024.06.30.       |
| 27                     | Bagó Bálint*      | magyar         | Győr            | 2003. március 28. (22 éves)    | Utánpótlásból került fel   | 25 000    | Nem publikus      |
| 71                     | Ominger Bence*    | magyar         | Győr            | 2002. szeptember 25. (22 éves) | Utánpótlásból került fel   | 25 000    | Nem publikus      |
| 95                     | Madarász Márk     | magyar         | Mosonmagyaróvár | 1995. november 24. (29 éves)   | Mezőkövesd Zsóry FC        | 300 000   | Nem publikus      |
| 99                     | Kovács Milán      | HUN            | Budapest        | 1999. szeptember 24. (25 éves) | Vasas FC                   | 225 000   | 2025.06.30.       |
| Támadók                |                   |                |                 |                                |                            |           |                   |
| 11                     | Adamcsek Máté     | HUN            | Budapest        | 1997. október 29. (27 éves)    | Nyíregyháza Spartacus FC   | 125 000   | 2025.06.30.       |
| 21                     | Molnár János      | HUN            | Orosháza        | 1998. július 15. (26 éves)     | Erzsébeti Spartacus MTK LE | -         | 2026.06.30.       |
| 29                     | Erdei Milán*      | HUN            | Székesfehérvár  | 2003. szeptember 12. (21 éves) | Győri ETO FC II            | 50 000    | 2025.06.30.       |
| 50                     | Mayer Ádám*       | HUN            | Győr            | 2001. április 28. (24 éves)    | Győri ETO FC               | 50 000    | 2025.06.30.       |
| 70                     | Medgyes Zoltán    | magyar         | Kistarcsa       | 1995. július 23. (29 éves)     | Szombathelyi Haladás       | 200 000   | 2024.06.30.       |
| 73                     | Kicsun Jevhenyij* | ukrán · magyar | Ungvár          | 2004. szeptember 16. (20 éves) | Puskás Akadémia FC II      | 75 000    | 2024.06.30.       |
| 77                     | Takács Ronald     | magyar · ukrán | Visk            | 1998. január 26. (27 éves)     | Budafoki MTE               | 75 000    | 2025.06.30.       |
| Kölcsönadott játékosok |                   |                |                 |                                |                            |           |                   |
| Név                    | Poszt             | Állampolgárság | Születési hely  | Születési idő (kor)            | Kölcsönben itt             | Érték (€) | Kölcsön lejárta   |
|                        |                   |                |                 |                                |                            |           |                   |

## Szakmai stáb
Utolsó módosítás: 2024. február 27.
| Vezetőedző     | Schindler Szabolcs  |
| Másodedző      | Jäkl Antal          |
| Kapusedző      | Sánta András        |
| Fizioterapeuta | Kerekes Krisztián   |
| Masszőr        | Pető Katalin        |
| Masszőr        | Tóth Zoltán         |
| Adatelemző     | Bauer Richárd       |
| Csapatorvos    | Dr. Bartek Péter    |
| Csapatorvos    | Dr. Bánfi Boldizsár |

## Vezetőedzők
- Teveli István (–1996)
- Németh István (1996)
- Sipos Ferenc (1997–1998)
- Domanyik Szilárd (1999)[5]
- Horváth Szabolcs mb. (1999)
- Horváth László (1999–2005)[6]
- Hannich Péter (2005–2008)[7]
- Kiprich József (2008–2011)[8]
- Soós Imre (2011–2012)[9]
- Csank János (2012–2013)[10]
- Sisa Tibor (2013–2015)[11]
- Bene Ferenc (2015–2016)[12]
- Urbányi István (2016–2017)[13]
- Molnár László (2017)[14]
- Hannich Péter (2017–2018)[15]
- Szepessy László (2018–2019)[16]
- Hannich Péter (2019)
- Csertői Aurél (2019–2023)[17]
- Csizmadia Csaba (2023)[18]
- Tamási Zsolt (2023–2025)
- Schindler Szabolcs (2025)
- Weitner Ádám (2025–)

## Szezonok
- A Gyirmót FC 2016–2017-es szezonja
- A Gyirmót FC 2021–2022-es szezonja